# Port w Hongkongu
Port w Hongkongu – głębokowodny port morski położony w Hongkongu nad Morzem Południowochińskim, w którym dominuje handel kontenerowymi wyrobami przemysłowymi, a w mniejszym stopniu także handel surowcami i pasażerami. Jest to jeden z największych portów kontenerowych na świecie.
Hongkong jest jednym z kilku portów węzłowych obsługujących region Azji Południowo-Wschodniej i Wschodniej, a także bramą gospodarczą do Chin kontynentalnych. Port był częścią Morskiego Szlaku Jedwabnego, który biegł od wybrzeża Chin przez Kanał Sueski do Morza Śródziemnego, a stamtąd do regionu Górnego Adriatyku w Trieście, skąd prowadzą połączenia do Europy Środkowej i Wschodniej.
Jest on od lat jednym z najbardziej ruchliwych portów kontenerowych na świecie. Był to największym portem kontenerowym na świecie w latach 1987–1989, 1992–1997 i 1999–2004. W 2016 r. przez port kontenerowy w Hongkongu przepłynęło 25 869 statków kontenerowych.